# 威廉·斯托布
威廉·愛德華·斯托布（William Edward Staub，1915年11月3日—2012年7月19日），是一名美國機械工程師，他在1960年晚期發明了第一台家用跑步機- PcceMaster 600。肯尼斯·H·庫珀博士協助了此項發明的普及，並形容托布為「一個運動的先鋒-不是為了運動員，而是為了大眾」。